# Osipowicze II
Osipowicze II (biał. Асіповічы II, ros. Осиповичи II) – stacja kolejowa w miejscowości Zamoszsza, w rejonie osipowickim, w obwodzie mohylewskim, na Białorusi. Położona jest na linii Osipowicze – Mohylew.